# Sarah Angelina Acland
Sarah Angelina ("Angie") Acland (26 de junho de 1849 - 2 de dezembro de 1930) foi uma fotógrafa amadora inglesa, conhecida pelo seu retrato e por ter sido pioneira da fotografia colorida .  Ela foi creditada pelos seus contemporâneos com a inauguração da fotografia colorida "como um processo para o amador viajante", em virtude das fotografias tiradas durante duas visitas a Gibraltar, em 1903 e 1904.

## Vida

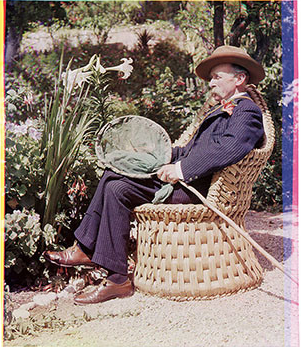
Coronel Willoughby Verner, 1903, fotografia de Acland.

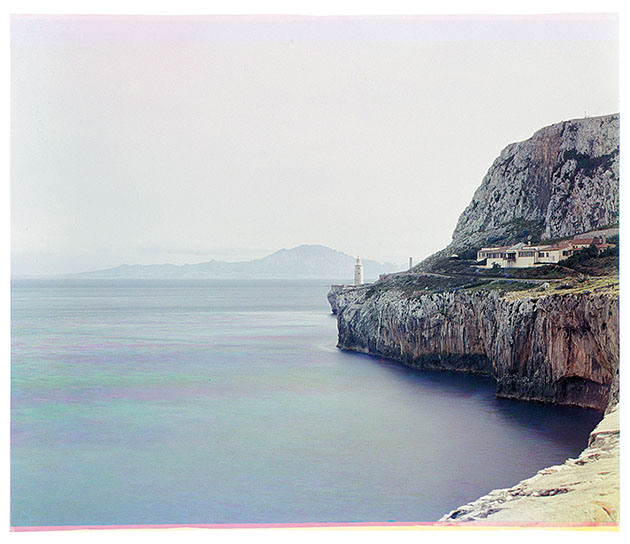
Vista do Farol de Europa Pointem Gibraltar com a montanha africana Jebel Musa através do Estreito, 1903

Sarah Acland era filha de Sir Henry Wentworth Acland (1815–1900), professor de medicina da Universidade de Oxford e Sarah Acland (nascida em Cotton, 1815–1878). Ela viveu com os pais em 40-41 em Broad Street , no centro de Oxford.
Na infância, Sarah Acland foi fotografada por Charles Lutwidge Dodgson (também conhecido como Lewis Carroll com sua amiga Ina Liddell, a irmã de Alice Liddell .  Aos 5 anos de idade, a 20 de junho de 1855, ela e um dos seus irmãos apresentaram uma colher de pedreiro a Edward Smith-Stanley, 14º Conde de Derby , Chanceler da Universidade de Oxford , na colocação da pedra fundamental do Museu da Universidade de Oxford .  O crítico de arte John Ruskin ensinou-a a sua arte e ela também conheceu vários pré-rafaelitas . Ela até ajudou Dante Gabriel Rossetti quando pintava murais na Oxford Union .
Aos 19 anos, Acland conheceu e foi influenciada pela fotógrafa Julia Margaret Cameron . Ackland tirou retratos e paisagens.  Por exemplo, ela tirou uma foto do primeiro-ministro William Gladstone durante uma visita dele a Oxford.  Com a morte da sua mãe em 1878, Sarah tornou-se a empregada do seu pai na casa da família em Broad Street até à sua morte em 1900.  Em 1885, ela instigou um refúgio de funcionários no meio da Broad Street, ficando lá até 1912.
Acland começou a experimentar a fotografia colorida em 1899. O seu trabalho inicial foi realizado usando os processos de cor de Ives Kromskop e Sanger Shepherd , nos quais três fotografias separadas foram tiradas através de filtros vermelhos, verdes e azuis.  Em 1903, Acland visitou o seu irmão Almirante Acland em Gibraltar. Acland tirou fotos de Europa Point olhando da Europa para a África, fotos da flora na residência do almirante, The Mount , e do autor e ornitólogo Coronel William Willoughby Cole Verner .  Em 1904, ela expôs na Exposição Anual da Royal Photographic Society of Great Britain, com 33 estampas de três cores sob o título The Home of the Osprey, Gibraltar .
Mais tarde, ela usou o processo Autochrome dos irmãos Lumiere , lançado em 1907.  Mais tarde, após a morte do seu pai, Sarah Acland viveu em Park Town , North Oxford , tirando muitas fotografias coloridas.  Ela também visitou e fotografou amplamente na ilha Atlântica da Madeira , hospedada no Hotel Reid's, a oeste do centro do Funchal .
Sarah Acland foi membro da Royal Photographic Society (FRPS) e da Royal Society of Arts ( FRSA ).
Ela nunca se casou, e em 1901, um ano após a morte do seu pai, ela mudou-se para Clevedon House, agora intitulado 10 Park Town, Oxford, onde morreu em 1930.  Uma placa azul foi dedicada a ela nesta casa em 24 de julho de 2016.

## Legado

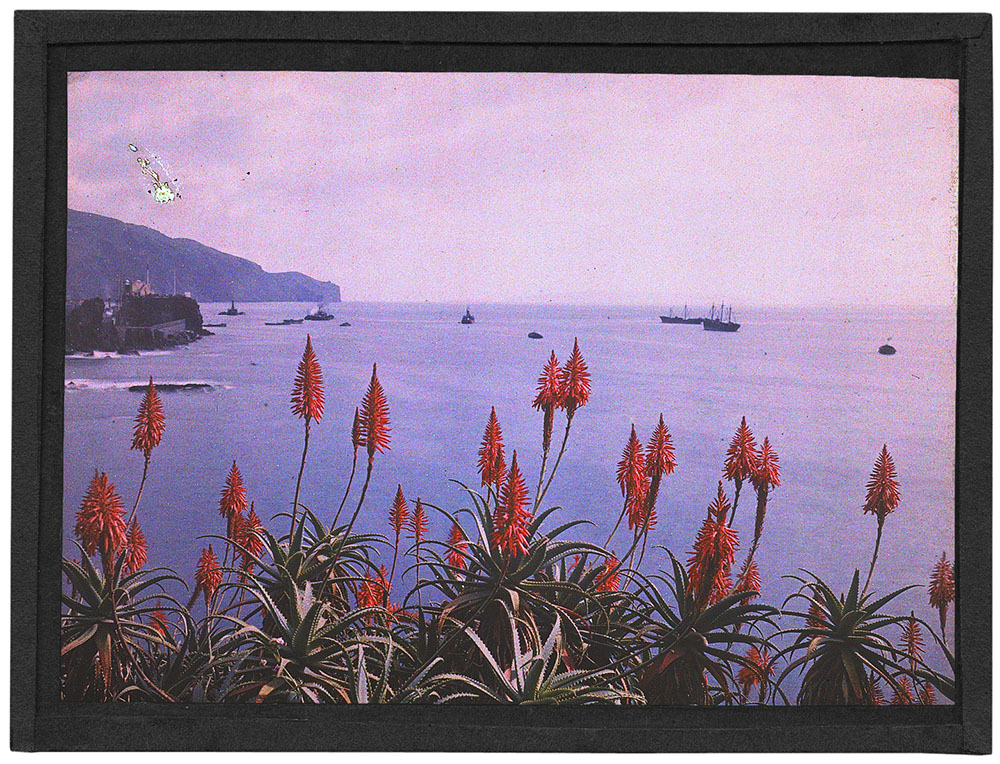
Baía do Funchal, Madeira, por Sarah Angelina Acland, c.1910.

Uma coleção de fotografias de Acland está alojada no Museu da História da Ciência, em Oxford.  A Biblioteca Bodleiana, em Oxford, tem catálogos dos seus álbuns fotográficos  e documentos, (juntamente com os de Henry Acland, seu pai), datados do final do século XIX.